# 몬스터 vs 에이리언
《몬스터 vs 에이리언》(Monsters vs. Aliens)은 2009년 4월 23일에 개봉한 드림웍스의 3D 애니메이션 영화이다.

## 줄거리
머데스토에 사는 수잔 머피는 기상 캐스터 데릭 다이어틀과의 결혼을 준비하는데, 데릭은 프레즈노에서의 경력 기회를 위해 파리 신혼여행을 취소한다. 결혼식 직전, 파괴된 행성에서 온 운석이 그녀에게 떨어진다. 그녀는 처음에는 다치지 않은 것처럼 보였지만, 결혼식 도중 운석에서 흡수한 에너지는 그녀를 50피트(약 15미터)까지 자라게 하여 실수로 교회를 파괴한다. 미군 분견대가 재빨리 도착하여 그녀를 진정시키고 포획한다. 수잔은 괴물들을 위한 일급 기밀 정부 시설에서 깨어나는데, 그곳에서 시설을 책임지는 미국 육군 장교인 몽거 장군과 동료 수감자들을 만난다. 그들은 철학박사 학위를 가진 과학자였지만 인간-바퀴벌레 혼합종이 된 허버트 바퀴벌레 박사, 살아있는 뇌 없고 파괴 불가능한 파란색 젤리 덩어리 B.O.B.(벤조산 오스타일레젠 중탄산염), 2만년 된 선사시대 물고기-원숭이 혼합종인 미싱 링크, 그리고 이온화 방사선에 의해 변이된 350피트(약 107미터) 높이의 곤충 괴물 인섹토사우루스이다. 수잔은 미국 연방 정부에 의해 "기노르미카"로 개명되고 친구 및 가족과의 모든 접촉이 금지된다.
한편, 멀리 떨어진 그의 신비한 우주선에서 오징어 같은 외계생명체 군주 갈락사르는 지구상에 강력한 물질인 "퀀토늄"이 존재한다는 것을 알게 되고 거대한 로봇 회수 탐사선을 보낸다. 탐사선이 착륙했을 때, 미국 대통령은 키보드로 "액슬 F"를 연주하며 첫 접촉을 시도하지만, 그 기계는 군대의 파괴 시도에도 불구하고 영향을 받지 않고 샌프란시스코를 향해 파괴적인 공격을 계속한다. 몽거는 괴물들이 로봇을 막을 수 있다면 자유를 줄 것을 대통령에게 설득한다. 샌프란시스코에서 탐사선은 수잔의 몸 안에 있는 퀀토늄을 감지하고 그녀를 목표로 삼는다. 괴물들은 마침내 골든게이트교의 일부를 사용하여 다리에서 탐사선을 파괴하고, 정부는 그들을 풀어준다.
갈락사르는 직접 퀀토늄을 얻기 위해 지구로 향하는 항로를 설정하고, 이제 자유의 몸이 된 수잔은 새로운 친구들과 함께 집으로 돌아와 부모님과 재회한다. 괴물들이 사회적 경험 부족으로 약간의 혼란을 야기하는 동안, 수잔은 데릭과 재회하려고 하지만 데릭은 자신의 경력에 그녀가 방해가 될 것이라고 생각하며 약혼을 파기한다. 처음에는 상심했지만, 수잔은 곧 괴물로서의 삶이 더 낫다는 것을 깨닫고 새로운 자신을 받아들인다. 갑자기 갈락사르의 우주선이 도착하여 견인 광선을 사용하여 수잔을 우주선 안으로 끌어들인다. 인섹토사우루스는 개입하려다가 총에 맞고 죽은 것처럼 보인다.
친구의 죽음에 격분한 수잔은 재빨리 구속을 뚫고 갈락사르를 추격하지만, 그는 그녀를 기계에 가두어 몸에서 퀀토늄을 추출하여 원래 크기로 되돌린다. 갈락사르는 추출된 퀀토늄을 사용하여 자신을 복제하여 지구를 전면적으로 침공할 계획을 세운다. 몽거는 B.O.B, 링크, 바퀴벌레 박사를 우주선에 태우는 데 성공하고, 그들은 수잔을 구출하여 주 전원 코어로 향한다. 그곳에서 바퀴벌레 박사는 침공을 막기 위해 우주선을 자폭하도록 설정한다. 갈락사르가 도망치려 할 때 다리에서 그를 마주한 수잔은 퀀토늄을 다시 흡수하여 괴물 같은 크기와 힘을 회복한다. 친구들을 구출한 그들은 우주선에서 탈출하고, 변태하여 나비가 된 인섹토사우루스와 몽거에 의해 구출된다. 우주선은 자폭하여 갈락사르와 그의 군대를 죽인다.
머데스토로 돌아온 수잔, B.O.B, 바퀴벌레 박사, 링크, 버터플라이오사우루스는 영웅적인 환영을 받는다. 자신의 경력을 높이려던 데릭은 수잔과 다시 사귀려 하지만, 그녀는 B.O.B가 데릭을 삼켰다가 뱉어내며 TV 생방송에서 그를 거부하고 굴욕을 준다. 몽거는 괴물들에게 프랑스 핵반응로에 빠져 변이된 "에스카르간투아"라는 괴물 달팽이가 파리로 천천히 향하고 있다고 알려주고, 영웅들은 새로운 위협에 맞서기 위해 출발한다.

## 목소리 출연
- 리즈 위더스푼 : 수잔 머피 역
- 한예슬 : (한국판) 수잔 머피 역
- 폴 러드 : 데릭 역
- 휴 로리 : 로치 박사 역
- 윌 아넷 : 미싱 링크 역
- 세스 로건 : B.O.B. 역
- 키퍼 서덜랜드 : 워딜러 장군 역
- 스티븐 콜베어 : 대통령 역

## 같이 보기
- 몬스터 vs 에이리언 (TV 시리즈)